# الشجاع (فلم 2007)
الشجاع (بالإنجليزية: The Brave One) هو فيلم جريمة تم إنتاجه في أستراليا والولايات المتحدة وصدر في سنة 2007. الفيلم من إخراج نيل جوردن.

## بطولة
- جودي فوستر
- نافين أندروز
- ترنس هوارد

## القصة
تدور احداث الفيلم حول إريكا، التي تتعرض لأعتداء بالضرب عندما كانت برفقة خطيبها ويقُتل عشيقها على يد أشخاص مجهولين، تقرر بعد أن تتعافى البحث عن هؤلاء الأشخاص الانتقام لنفسها وعشيقها الراحل.

## الميزانية والإيرادات
بلغت تكلفة إنتاج الفيلم حوالي 70 مليون دولار بينما حقق أرباحا تقدر بـ 69,787,663 دولار.

## روابط خارجية
- مقالات تستعمل روابط فنية بلا صلة مع ويكي بيانات